# فرودگاه رتفورد گمستون
فرودگاه رتفورد گمستون (به انگلیسی: Retford Gamston Airport) (به زبان بومی: Gamston Airport) یک فرودگاه خصوصی است که یک باند فرود آسفالت دارد و طول باند آن ۱۶۸۳ متر است. این فرودگاه در کشور انگلستان قرار دارد و در ارتفاع ۲۷ متری از سطح دریا واقع شده است.

## شرکت‌های هواپیمایی و مقصدهای پروازی
| شرکت‌های هواپیمایی | مقصدهای پروازی |
| ----------------- | --- |
| DEA               | Diamond-Executive Aviation operates an on-demand air-taxi operation under EU-OPS AOC approval GB2339 using Diamond DA42 TwinStar aircraft |